# Slimbook
Slimbook es una compañía ubicada en Valencia que se dedica a ensamblar dispositivos electrónicos, principalmente ultrabooks, ordenadores de sobremesa y minipcs, que tienen como principal características que sus componentes son 100% compatibles con los sistemas GNU/Linux, aunque eso no signifique que puedan utilizarse sistemas operativos privativos como Windows.

## Historia
Slimbook fue creado en 2015 por iniciativa de su director ejecutivo Alejandro López y pertenece a la empresa Grupo Odín, fundada en 2007 en Valencia con el objetivo personal de disponer de un ultrabook de gama alta con GNU/Linux de serie ya que prácticamente no había alternativas.
Su primer ultrabook fue lanzado el 1 de julio de 2015 con críticas generalmente positivas
Su primera presentación en público la realizaron el 15 de  noviembre de 2015 en la Ubuncat 15.10 de Olot  a la que le siguió su presentación en las IV Jornadas Libres organizadas por el Centro Asociado de la UNED de Vila-real.
En 2018 Slimbook ganó el premio Open Awards, otorgado por OpenExpo, al mejor proveedor de servicios/soluciones, junto a otros ganadores como IBM, el podcast Compilando Podcast o la Comunidad Wordpress. Es mismo año abrió Linux Center, un espacio físico para compartir conocimiento libre.
En 2019 se anunció que la marca participaba de forma activa en la construcción de PowerPC Notebook, un ordenador construido con Hadware Libre, proporcionando el chasis.
En 2020 organizaron una campaña para ayudar a desarrolladores de Software Libre a continuar su proyecto tanto con financiación como con equipos.
En 2021 se convierten en patrocinadores de la Comunidad KDE y en 2022 en patrocinadores de LPI

## Productos
Desde sus inicios en 2015 la gama de productos ha ido en aumento. En la actualidad ofrecen ultrabooks de todo tipo (de gama media, alta y gamers), ordenadores de sobremesa, dispositivos All-in-one y mini ordenadores, además de periféricos como capturadoras de vídeo, teclados RGB o Mini docking hub USB-C HDMI, todos ellos compatibles con los sistemas GNU/Linux.

### Hardware
Por orden cronológico los dispositivos comercializados por Slimbook han sido los siguientes:
- Classic, primer ultrabok de 13 pulgadas.
- Katana
- One, primer minipc.
- KDE, primera colaboración con KDE.
- Excalibur, primer ultrabook de 15 pulgadas.
- Pro
- Pro 2
- Excalibur 2
- Katana II
- KDE II
- Curve AIO, primer dispositivo All-In-One.
- Kymera
- Eclipse
- Apollo AIO
- Pro X
- Pro X 15
- KDE III
- Essential
- Titan[21]
- Executive
- KDE IV
- KDE V[22]
- Fedora II[23]

### Software
Desde los inicios de la marca Slimbook ha creado software para poder mejorar la eficiencia de sus equipos y facilitar la experiencia de los usuarios. De esta forma ponen a disposición de la Comunidad Slimbook OS, una distribución basada en Ubuntu adaptada a sus ordenadores.
Además han creado aplicaciones específicas para sus equipos:
- Battery 4, un gestor de la batería de los equipos.
- Face, aplicación para desbloqueo facial de equipos.
- Gestures, gestor de acciones realizadas sobre el Touchpad.
- Intel y AMD controller para optimizar el funcionamientos de estos procesadores en los equipos.
- RGB Keyboard, gestor de los efectos visuales en los teclados con estas posibilidades.
- Make Up, aplicación para cambiar la apariencia de los entornos de trabajo.

## Relaciones con la Comunidad de Software Libre
Slimbook mantiene una activa relación con la Comunidad de usuarios y desarrolladores del Software Libre, las cuales se materializan en diversos puntos de encuentros como son foros, podcast o la creación de tutoriales específicos para dar solución a problemas habituales.

### Linux Center
Linux Center es el espacio físico que ofrece Slimbook para la creación de eventos o talleres. Creado en 2018 ha sido punto de encuentro para la difusión de proyectos como Odoo, el lenguaje de programación Python, el sistema operativo Ubuntu o el editor de imágenes 3D Blender. 
Debido a las restricciones de la pandemia sus actividades cesaron en el 2020, reanudándose el 10 de septiembre de 2022 y ofreciendo un programa de eventos bastante completo.

### Patrocinios de eventos

#### Akademy-es
Slimbook ha patrocinado y/o colaborado el evento anual de KDE España conocido como Akademy-es desde 2018 aportando dotación económica y equipos para la realización de presentaciones, grabaciones y transmisión del evento.

#### Akademy
Slimbook ha patrocinado con el evento anual Comunidad KDE Internacional conocido como Akademy los años 2018, 2019, 2021 y 2022

#### Guadec
Slimbook ha colaborado con el evento anual Comunidad Gnome Internacional conocido como Guadec el año 2018.

#### Sprints de KDE
Slimbook patrocinó la Sprint de la junta de KDE e.V. en junio de 2019.

### Slimbook y KDE
Slimbook se convirtió en patrocinador de KDE en el 2021.

### Ediciones especiales
Slimbook desarrolla ediciones alternativas de sus propios dispositivos con modificaciones específicas, como el KDE Slimbook V, o el Slimbook Fedora II; con el propósito de donar parte de los beneficios de las ventas a distintos proyectos, como KDE o Gnome.